# Skellefteå
Skellefteå ( [ɧɛˈlɛftə] (?·pàg.)</img> [ɧɛˈlɛftə] (?·pàg.)) és una localitat al nord de Suècia, capital del municipi homònim, a la província de Västerbotten. Té una població de 32772 habitants, segons el cens del 2010. En el dialecte local la «å» del nom s'omet, i es pronuncia Skellefte.
El riu Skellefte (Skellefte älv) travessa la ciutat 15 quilòmetres abans de la seva desembocadura al golf de Bòtnia (mar Bàltic).
Les primeres referències històriques a Skellefteå s'estimen al voltant de l'any 1000, quan es considera que la ciutat va ser habitada per grups d'origen sami i finlandesos de Lapònia. El centre de la ciutat actual es va fundar el 1845, la qual cosa un fa una de les ciutats més recents de Norrland. Avui dia l'economia de Skellefteå es basa fonamentalment en la indústria i la mineria de l'or, cosa que la va portar a ser anomenada com la «ciutat de l'or».
Skellefteå disposa d'aeroport, conegut localment com a «aeroport de Falmark» pel poble que hi ha al costat, situat a uns 15 quilòmetres del centre de la ciutat cap al sud.

## Història
Els signes de vida humana a l'àrea de Skellefteå es remunten a milers d'anys enrere. Les relíquies del passat antic trobades a Skellefteå inclouen un parell d'esquís que daten de 3623-3110 aC, segons estudis amb carboni-14. Fins ara, els arqueòlegs han descobert que algunes persones vivien a la zona des de l'any 6000 aC.
Els historiadors creuen que l'àrea de Skellefteå ha estat habitada de forma contínua des d'almenys al voltant de l'any 1000 dC. pels pobles sami i finlandesos, que en aquesta part de Fennoscàndia es coneixien com a kven. Molts historiadors creuen que l'àrea de Skellefteå podria haver estat part d'una terra primigènia anomenada Kvenland, que es discuteix en diversos relats històrics.
Per exemple, el 1157, en la seva crònica geogràfica Leiðarvísir og borgarskipan, l'abat islandès Nikulás Bergsson descriu les terres properes a Noruega de la manera següent: «Més a prop de Dinamarca hi ha Suècia (Svíþjóð), i Öland (Eyland), després hi ha Got; després Hälsingland (Helsingaland), després Värmland (Vermaland); després dos Kvenlands (Kvenlönd), i s'estenen al nord de Bjarmia (Bjarmalandi)». L'àrea del riu Skellefte (Helettijoki, en finlandès) va ser fins a finals de l'Edat Mitjana un territori que servia de frontera lingüística, al nord del qual estava habitada pels quals parlaven les llengües ugrofineses (finlandès i sami), mentre que al sud vivien els Helsinglanders, que parlaven suec. El nom Skellefteå sembla haver estat escrit com a Skelepht en 1327. L'origen del nom continua sent desconegut. A partir del segle XIV es va tractar de cristianitzar Skellefteå. No obstant això, la major part de Norrland no va ser cristianitzada fins a diversos centenars d'anys després de la resta de Suècia, i moltes àrees del nord com Skellefteå van romandre sense explorar fins a molt després de l'Edat Mitjana. A finals del segle xvii, el poble indígena sami del nord de Suècia es va anar convertint al cristianisme, en part a causa dels esforços de conversió realitzats per Mathias Steuchius. El creixent interès despertat per Skellefteå i els seus voltants es va deure a la pesca del salmó. La demanda creixent de peix va ser provocada per una aplicació més estricta de l'abstinència de menjar carn durant la quaresma per l'Església catòlica, per la qual cosa va ser substituïda per la carn de peix.